# Ehlanzeni
Ehlanzeni (officieel Ehlanzeni District Municipality) is een district in Zuid-Afrika.
Ehlanzeni ligt in de provincie Mpumalanga en telt 1.688.615 inwoners.

## Gemeenten in het district[4]
- Bushbuckridge
- Mbombela
- Nkomazi
- Thaba Chweu
- Umjindi